# Cordae
Кордей Амари Данстон (англ. Cordae Amari Dunston; родился 26 августа 1997, Роли, Северная Каролина, США), более известен как Cordae — американский рэпер, певец и автор песен. Cordae добился популярности благодаря ремиксам популярных песен, таких как «My Name Is» от Эминема, «1985» Джей Коула. Его дебютный студийный альбом The Lost Boy вышел 26 июля 2019 года и был номинирован на премию «Грэмми». Cordae являлся членом хип-хоп-коллектива YBN с 2018 по 2020 года. После распада группы он убрал приставку «YBN» из своего псевдонима.

## Ранняя жизнь
Кордей родился в Роли, Северная Каролина, но переехал в Суитленд, штат Мэриленд. С детства он стал интересоваться музыкой после того, как его отец включал ему Ракима, Наса, Big L и Талиба Квели. Данстон начал писать песни примерно в пятнадцать лет, но относился к этому как к хобби. Когда Кордей стал старше, он начал проявлять больший интерес к рэп-карьере. Дантон уделял первоочередное внимание образованию, но часто отвлекался на сочинение текстов песен. Подростком он выпустил три микстейпа: Anxiety (2014), I’m So Anxious (2016) и I’m So Anonymous (2017). Кордей окончил среднюю школу в 2015 году и решил поступить в колледж Таусонского университета, но затем бросил учёбу в 2018 году, объяснив это тем, что в основном он делал это для своей матери. Вскоре после этого Дантон переехал в Лос-Анджелес.

## Музыкальный стиль и оценка
Cordae называет Наса, Jay-Z, Кид Кади, Канье Уэста, Эминема, Capital Steez, Лила Уэйна, Джей Коула, Big L, Трэвиса Скотта и Кендрика Ламара как своих вдохновителей. Вскоре после выпуска The Lost Boy, он назвал Jay-Z, Наса, 2Pac, The Notorious B.I.G. и Big L своими любимыми рэперами. Cordae много раз говорил, что благодаря своему музыкальному образованию и пониманию как старой школы хип-хопа, так и новой, он может стать ключом к преодолению разрыва между поколениями.
В Revolt TV заявили: «Всегда найдутся исполнители, которые идут против течения. Cordae является результатом идеального выбора времени, потребности в изменениях и умении преодолеть разрыв между эстетикой и талантом. Ещё неизвестно, заслуживает ли его талант похвалы, которую он получает».

## Личная жизнь
Перед тем как покинуть колледж, он работал в местном ресторане T.G.I. Friday’s в Мэриленде, в интервью с Adam22 из No Jumper, он заявил, что ненавидел это и всегда знал, что ему суждено большее.
Cordae участвовал в протестах Black Lives Matter в 2016 году, рассказывая толпе о борьбе, с которой он столкнулся, и проблемах, которые он замечал. В июле 2020 года Данстон был арестован во время акции протеста, вызванной убийстовом Брианны Тейлор.
Встречается с теннисисткой Наоми Осакой, с которой познакомился во время игры Лос-Анджелес Клипперс.

## Дискография
Студийные альбомы
- The Lost Boy (2019)
- From a Birds Eye View (2022)
- The Crossroads (2024)

Мини-альбомы
- Just Until… (2021)